# A4GNT
A4GNT (англ. Alpha-1,4-N-acetylglucosaminyltransferase) – білок, який кодується однойменним геном, розташованим у людей на 3-й хромосомі. Довжина поліпептидного ланцюга білка становить 340 амінокислот, а молекулярна маса — 39 497.
| 10         |  | 20         |  | 30         |  | 40         |  | 50         |
| ---------- |  | ---------- |  | ---------- |  | ---------- |  | ---------- |
| MRKELQLSLS |  | VTLLLVCGFL |  | YQFTLKSSCL |  | FCLPSFKSHQ |  | GLEALLSHRR |
| GIVFLETSER |  | MEPPHLVSCS |  | VESAAKIYPE |  | WPVVFFMKGL |  | TDSTPMPSNS |
| TYPAFSFLSA |  | IDNVFLFPLD |  | MKRLLEDTPL |  | FSWYNQINAS |  | AERNWLHISS |
| DASRLAIIWK |  | YGGIYMDTDV |  | ISIRPIPEEN |  | FLAAQASRYS |  | SNGIFGFLPH |
| HPFLWECMEN |  | FVEHYNSAIW |  | GNQGPELMTR |  | MLRVWCKLED |  | FQEVSDLRCL |
| NISFLHPQRF |  | YPISYREWRR |  | YYEVWDTEPS |  | FNVSYALHLW |  | NHMNQEGRAV |
| IRGSNTLVEN |  | LYRKHCPRTY |  | RDLIKGPEGS |  | VTGELGPGNK |  |            |

A: Аланін

C: Цистеїн

D: Аспарагінова кислота

E: Глутамінова кислота

F: Фенілаланін

G: Гліцин

H: Гістидин

I: Ізолейцин

K: Лізин

L: Лейцин

M: Метіонін

N: Аспарагін

P: Пролін

Q: Глутамін

R: Аргінін

S: Серин

T: Треонін

V: Валін

W: Триптофан

Кодований геном білок за функціями належить до трансфераз, глікозилтрансфераз. 
Локалізований у мембрані, апараті гольджі.